# Magyarország a 2015-ös rövid pályás úszó-Európa-bajnokságon
Magyarország az izraeli Netánjaban megrendezett 2015-ös rövid pályás úszó-Európa-bajnokság egyik részt vevő nemzete volt. A Magyar Úszószövetség 2015. november 25-én hozta nyilvánosságra a versenyen induló 28 fős csapat névsorát. Magyarország az éremtáblázat első helyén végzett.

## Magyar érmesek
| Érem  | Versenyző       | Versenyszám    |
| ----- | --------------- | -------------- |
| Arany | Hosszú Katinka  | 50 m hát       |
| Arany | Cseh László     | 100 m pillangó |
| Arany | Cseh László     | 200 m pillangó |
| Arany | Hosszú Katinka  | 100 m vegyes   |
| Arany | Hosszú Katinka  | 200 m vegyes   |
| Arany | Cseh László     | 200 m vegyes   |
| Arany | Hosszú Katinka  | 400 m vegyes   |
| Arany | Verrasztó Dávid | 400 m vegyes   |
| Arany | Hosszú Katinka  | 100 m hát      |
| Arany | Hosszú Katinka  | 200 m hát      |
| Arany | Bernek Péter    | 400 m gyors    |
| Ezüst | Gyurta Dániel   | 200 m mell     |
| Ezüst | Hosszú Katinka  | 400 m gyors    |
| Ezüst | Kapás Boglárka  | 800 m gyors    |
| Bronz | Kapás Boglárka  | 400 m gyors    |

## További magyar eredmények
4. helyezettek
Ezen az úszó-Európa-bajnokságon nem szerzett a magyar csapat negyedik helyezést.
5. helyezettek
| Versenyző                                                                    | Versenyszám     |
| ---------------------------------------------------------------------------- | --------------- |
| Földházi Dávid Gyurta Dániel Cseh László Takács Krisztián Lobanovszkij Maxim | 4 × 50 m vegyes |
| Gyurta Dániel                                                                | 100 m mell      |
| Jakabos Zsuzsanna                                                            | 200 m pillangó  |

6. helyezettek
| Versenyző                                                        | Versenyszám    |
| ---------------------------------------------------------------- | -------------- |
| Takács Krisztián Lobanovszkij Maxim Lavotha Oszkár Mészáros Márk | 4 × 50 m gyors |
| Földházi Dávid                                                   | 200 m hát      |
| Sebestyén Dalma                                                  | 200 m mell     |
| Szilágyi Liliána                                                 | 200 m pillangó |

## Eredmények

### Férfi
| Versenyző                                                                    | Versenyszám     | Előfutam | Előfutam | Előfutam | Elődöntő     | Elődöntő     | Elődöntő     | Döntő   | Döntő    |
| Versenyző                                                                    | Versenyszám     | Idő      | Hely.    | Össz.    | Idő          | Hely.        | Össz.        | Idő     | Helyezés |
| ---------------------------------------------------------------------------- | --------------- | -------- | -------- | -------- | ------------ | ------------ | ------------ | ------- | -------- |
| Balog Gábor                                                                  | 200 m hát       | 1:53,37  |          | 9.       |              |              |              | kiesett | kiesett  |
| Bernek Péter                                                                 | 400 m gyors     | 3:39,84  | 1.       | 1.       |              |              |              | 3:35,46 |          |
| Cseh László                                                                  | 50 m pillangó   | 23,08    |          | 6.       | visszalépett | visszalépett | visszalépett | kiesett | kiesett  |
| Cseh László                                                                  | 100 m pillangó  | 49,93    |          | 2.       | 50,10        |              | 2.           | 49,33   |          |
| Cseh László                                                                  | 200 m pillangó  | 1:51,54  | 1.       | 1.       |              |              |              | 1:49,00 |          |
| Cseh László                                                                  | 200 m vegyes    | 1:54,37  |          | 2.       |              |              |              | 1:51,36 |          |
| Földházi Dávid                                                               | 50 m hát        | 24,89    |          | 33.      | kiesett      | kiesett      | kiesett      | kiesett | kiesett  |
| Földházi Dávid                                                               | 100 m hát       | 52,58    |          | 25.      | kiesett      | kiesett      | kiesett      | kiesett | kiesett  |
| Földházi Dávid                                                               | 200 m hát       | 1:50,66  |          | 3.       |              |              |              | 1:51,61 | 6.       |
| Földházi Dávid                                                               | 100 m vegyes    | 54,10    |          | 19.      | kiesett      | kiesett      | kiesett      | kiesett | kiesett  |
| Grátz Benjámin                                                               | 100 m pillangó  | 54,29    |          | 43.      | kiesett      | kiesett      | kiesett      | kiesett | kiesett  |
| Grátz Benjámin                                                               | 100 m vegyes    | 56,10    |          | 41.      | kiesett      | kiesett      | kiesett      | kiesett | kiesett  |
| Grátz Benjámin                                                               | 200 m vegyes    | 2:00,13  |          | 31.      |              |              |              | kiesett | kiesett  |
| Grátz Benjámin                                                               | 400 m vegyes    | 4:09,17  |          | 9.       |              |              |              | kiesett | kiesett  |
| Gyurta Dániel                                                                | 100 m mell      | 58,40    |          | 8.       | 57,94        |              | 7.           | 57,45   | 5.       |
| Gyurta Dániel                                                                | 200 m mell      | 2:06,37  |          | 8.       |              |              |              | 2:01,99 |          |
| Gyurta Gergely                                                               | 1500 m gyors    | 14:46,57 |          | 10.      |              |              |              | kiesett | kiesett  |
| Kenderesi Tamás                                                              | 100 m pillangó  | 53,29    |          | 35.      | kiesett      | kiesett      | kiesett      | kiesett | kiesett  |
| Kenderesi Tamás                                                              | 200 m pillangó  | 1:54,41  |          | 9.       |              |              |              | kiesett | kiesett  |
| Lavotha Oszkár                                                               | 50 m gyors      | 22,59    |          | 53.      | kiesett      | kiesett      | kiesett      | kiesett | kiesett  |
| Lavotha Oszkár                                                               | 100 m gyors     | 50,48    |          | 48.      | kiesett      | kiesett      | kiesett      | kiesett | kiesett  |
| Lobanovszkij Maxim                                                           | 50 m gyors      | 22,02    |          | 28.      | kiesett      | kiesett      | kiesett      | kiesett | kiesett  |
| Lobanovszkij Maxim                                                           | 100 m gyors     | 50,53    |          | 50.      | kiesett      | kiesett      | kiesett      | kiesett | kiesett  |
| Mészáros Márk                                                                | 50 m gyors      | 22,40    |          | 47.      | kiesett      | kiesett      | kiesett      | kiesett | kiesett  |
| Mészáros Márk                                                                | 100 m gyors     | 48,64    |          | 25.      | kiesett      | kiesett      | kiesett      | kiesett | kiesett  |
| Mészáros Márk                                                                | 200 m gyors     | 1:45,86  |          | 16.      |              |              |              | kiesett | kiesett  |
| Nagy Péter                                                                   | 50 m hát        | 24,79    |          | 30.      | kiesett      | kiesett      | kiesett      | kiesett | kiesett  |
| Nagy Péter                                                                   | 100 m vegyes    | 54,15    |          | 20.      | kiesett      | kiesett      | kiesett      | kiesett | kiesett  |
| Nagy Péter                                                                   | 200 m vegyes    | 2:00,25  |          | 32.      |              |              |              | kiesett | kiesett  |
| Sós Dániel                                                                   | 100 m vegyes    | 55,34    |          | 34.      | kiesett      | kiesett      | kiesett      | kiesett | kiesett  |
| Sós Dániel                                                                   | 200 m vegyes    | 1:58,41  |          | 22.      |              |              |              | kiesett | kiesett  |
| Sós Dániel                                                                   | 400 m vegyes    | 4:15,23  |          | 17.      |              |              |              | kiesett | kiesett  |
| Takács Krisztián                                                             | 50 m gyors      | 21,89    |          | 18.      | 21,51        |              | 10.          | kiesett | kiesett  |
| Takács Krisztián                                                             | 100 m gyors     | 48,61    |          | 24.      | kiesett      | kiesett      | kiesett      | kiesett | kiesett  |
| Verrasztó Dávid                                                              | 200 m pillangó  | 1:54,39  |          | 8.       |              |              |              | 1:54,32 | 8.       |
| Verrasztó Dávid                                                              | 400 m vegyes    | 4:06,13  |          | 3.       |              |              |              | 4:02,43 |          |
| Takács Krisztián Lobanovszkij Maxim Lavotha Oszkár Mészáros Márk             | 4 × 50 m gyors  | 1:27,60  |          | 7.       |              |              |              | 1:26,47 | 6.       |
| Földházi Dávid Gyurta Dániel Cseh László Takács Krisztián Lobanovszkij Maxim | 4 × 50 m vegyes | 1:35,63  |          | 8.       |              |              |              | 1:33,62 | 5.       |

### Női
| Versenyző         | Versenyszám    | Előfutam | Előfutam | Előfutam | Elődöntő     | Elődöntő     | Elődöntő     | Döntő        | Döntő        |
| Versenyző         | Versenyszám    | Idő      | Hely.    | Össz.    | Idő          | Hely.        | Össz.        | Idő          | Helyezés     |
| ----------------- | -------------- | -------- | -------- | -------- | ------------ | ------------ | ------------ | ------------ | ------------ |
| György Réka       | 200 m hát      | 2:07,89  |          | 12.      |              |              |              | kiesett      | kiesett      |
| György Réka       | 100 m vegyes   | 1:02,89  |          | 29.      | kiesett      | kiesett      | kiesett      | kiesett      | kiesett      |
| György Réka       | 100 m vegyes   | 2:09,67  |          | 7.       |              |              |              | 2:09,85      | 7.           |
| György Réka       | 400 m vegyes   | 4:35,63  |          | 9.       |              |              |              | kiesett      | kiesett      |
| Hosszú Katinka    | 50 m gyors     | 24,51    |          | 9.       | visszalépett | visszalépett | visszalépett | kiesett      | kiesett      |
| Hosszú Katinka    | 100 m gyors    | 52,41    |          | 3.       | visszalépett | visszalépett | visszalépett | kiesett      | kiesett      |
| Hosszú Katinka    | 200 m gyors    | 1:53,39  | 1.       | 1.       |              |              |              | visszalépett | visszalépett |
| Hosszú Katinka    | 400 m gyors    | 4:01,68  | 1.       | 1.       |              |              |              | 3:58,84      |              |
| Hosszú Katinka    | 50 m hát       | 26,48    | 1.       | 1.       | 26,65        |              | 2.           | 26,13        |              |
| Hosszú Katinka    | 100 m hát      | 57,13    | 1.       | 1.       | 56,49        | 1.           | 1.           | 55,42        |              |
| Hosszú Katinka    | 200 m hát      | 1:59,95  | 1.       | 1.       |              |              |              | 1:59,84      |              |
| Hosszú Katinka    | 100 m vegyes   | 57,52    | 1.       | 1.       | 57,49        | 1.           | 1.           | 56,67        |              |
| Hosszú Katinka    | 200 m vegyes   | 2:05,66  | 1.       | 1.       |              |              |              | 2:02,53      |              |
| Hosszú Katinka    | 400 m vegyes   | 4:19,46  | 1.       | 1.       |              |              |              | 4:19,75      |              |
| Jakabos Zsuzsanna | 50 m gyors     | 24,61    |          | 10.      | 24,52        |              | 10.          | kiesett      | kiesett      |
| Jakabos Zsuzsanna | 200 m pillangó | 2:07,95  |          | 7.       |              |              |              | 2:05,16      | 5.           |
| Jakabos Zsuzsanna | 200 m vegyes   | 2:09,74  |          | 8.       |              |              |              |              |              |
| Jakabos Zsuzsanna | 400 m vegyes   | 4:29,31  |          | 3.       |              |              |              | kizárva      | kizárva      |
| Joó Sára          | 50 m gyors     | 25,63    |          | 43.      | kiesett      | kiesett      | kiesett      | kiesett      | kiesett      |
| Joó Sára          | 100 m gyors    | 55,07    |          | 30.      | kiesett      | kiesett      | kiesett      | kiesett      | kiesett      |
| Joó Sára          | 50 m hát       | 28,09    |          | 24.      | kiesett      | kiesett      | kiesett      | kiesett      | kiesett      |
| Joó Sára          | 100 m hát      | 59,64    |          | 17.      | kiesett      | kiesett      | kiesett      | kiesett      | kiesett      |
| Joó Sára          | 100 m pillangó | 58,48    |          | 15.      | 58,02        |              | 12.          | kiesett      | kiesett      |
| Juhász Adél       | 400 m gyors    | 4:11,15  |          | 22.      |              |              |              | kiesett      | kiesett      |
| Juhász Adél       | 800 m gyors    | 8:26,32  |          | 9.       |              |              |              | 8:28,38      | 8.           |
| Kapás Boglárka    | 200 m gyors    | 1:57,02  |          | 10.      |              |              |              | kiesett      | kiesett      |
| Kapás Boglárka    | 400 m gyors    | 4:02,64  |          | 5.       |              |              |              | 3:59,02      |              |
| Kapás Boglárka    | 800 m gyors    | 8:17,68  | 1.       | 1.       |              |              |              | 8:11,43      |              |
| Molnár Flóra      | 50 m gyors     | 25,21    |          | 34.      | kiesett      | kiesett      | kiesett      | kiesett      | kiesett      |
| Molnár Flóra      | 100 m gyors    | 53,96    |          | 14.      | 54,18        |              | 14.          | kiesett      | kiesett      |
| Novoszáth Melinda | 200 m gyors    | 1:58,88  |          | 19.      |              |              |              | kiesett      | kiesett      |
| Novoszáth Melinda | 400 m gyors    | 4:08,59  |          | 16.      |              |              |              | kiesett      | kiesett      |
| Sebestyén Dalma   | 50 m mell      | 31,10    |          | 16.      | 31,17        |              | 15.          | kiesett      | kiesett      |
| Sebestyén Dalma   | 100 m mell     | 1:07,15  |          | 17.      | kiesett      | kiesett      | kiesett      | kiesett      | kiesett      |
| Sebestyén Dalma   | 200 m mell     | 2:23,20  |          | 7.       |              |              |              | 2:22,40      | 6.           |
| Sebestyén Dalma   | 200 m vegyes   | 2:10,41  |          | 11.      |              |              |              | kiesett      | kiesett      |
| Szilágyi Liliána  | 100 m pillangó | 58,18    |          | 12.      | 57,99        |              | 10.          | kiesett      | kiesett      |
| Szilágyi Liliána  | 200 m pillangó | 2:07,14  |          | 3.       |              |              |              | 2:05,64      | 6.           |
| Szokol Szonja     | 50 m mell      | 32,06    |          | 34.      | kiesett      | kiesett      | kiesett      | kiesett      | kiesett      |
| Szokol Szonja     | 100 m mell     | 1:09,49  |          | 31.      | kiesett      | kiesett      | kiesett      | kiesett      | kiesett      |
| Szokol Szonja     | 50 m pillangó  | 26,97    |          | 22.      | kiesett      | kiesett      | kiesett      | kiesett      | kiesett      |
| Szokol Szonja     | 100 m pillangó | 59,74    |          | 27.      | kiesett      | kiesett      | kiesett      | kiesett      | kiesett      |
| Sztankovics Anna  | 50 m mell      | 31,84    |          | 28.      | kiesett      | kiesett      | kiesett      | kiesett      | kiesett      |
| Sztankovics Anna  | 100 m mell     | 1:07,99  |          | 21.      | kiesett      | kiesett      | kiesett      | kiesett      | kiesett      |
| Sztankovics Anna  | 200 m mell     | 2:27,51  |          | 20.      |              |              |              | kiesett      | kiesett      |